# Đơn vị đo chiều dài
Một đơn vị đo chiều dài là một chiều dài chuẩn (thường không đổi theo thời gian) dùng để làm mốc so sánh về độ lớn cho mọi chiều dài khác.

## Tronghệ đo lường quốc tế
- Kêtamét
- Rônnamét
- Yôtamét
- Zêtamét
- Êxamét
- Pêtamét
- Têramét
- Gigamét
- Mêgamét
- Kilômét
- Héctômét
- Đềcamét
- Mét
- Đêximét
- Xăngtimét
- Milimét
- Micrômét
- Nanômét
- Picômét
- Femtômét
- Atômét
- Zéptômét
- Yóctômét
- Rontômét
- Kéctômét

## Trongthiên văn học
- Đơn vị thiên văn (AU) (~149 gigamét)
- Năm ánh sáng (~9,46 pêtamét)
- Phút ánh sáng (~18 gigamét)
- Giây ánh sáng (~300 mêgamét)
- Parsec (pc) (~30,8 pêtamét)
- Kilôparsec (kpc)
- Mêgaparsec (Mpc)
- Gigaparsec (Gpc)
- Teraparsec (Tpc)

## Trongvật lý
Trong vật lý còn có thêm:
- Độ dài Planck
- Bán kính Bohr
- Fermi (fm) (= 1 femtômét)
- Angstrom (Å) (= 100 picômét)
- Micrôn (= 1 micrômét)

## Tronghệ đo lường cổ của Việt Nam
- Dặm
- Mẫu
- Lý còn được gọi là lí
- Sải
- Thước (1  mét)
- Tấc (1/10 thước)
- Phân (1/10 tấc)
- Li (1/10 phân)

## Tronghàng hải
- Hải lý (1852 mét)

## Tronghệ đo lường Anh Mỹ
- Inch (1inch ≈ 2,54 xăngtimét)
- Foot hay ft (1 ft ≈ 0.3048 mét)
- Yard hay yd(1yd ≈ 0,9144 mét)
- Mile/Dặm Anh (1609 mét)